# Qatar Sealine Cross Country Rally 2015
Navigation
Édition précédente Édition suivante
Le Qatar Sealine Cross Country Rally 2015 est le e Qatar Sealine Cross Country Rally.

## Vainqueurs d'étapes
| # | Date          | Distance (km) | Moto              | Auto              | Quad             |
| - | ------------- | ------------- | ----------------- | ----------------- | ---------------- |
| 1 | lun. 20 avril | 201,94        | Marc Coma         | Nasser Al-Attiyah | Mohamed Abu Issa |
| 2 | mar. 21 avril | 398,88        | Matthias Walkner  | Nasser Al-Attiyah | Rafał Sonik      |
| 3 | mer. 22 avril | 392,52        | Paulo Gonçalves   | Nasser Al-Attiyah | Rafał Sonik      |
| 4 | jeu. 23 avril | 406,78        | Joan Barreda Bort | Yazeed Al-Rajhi   | Rafał Sonik      |
| 5 | ven. 24 avril | 381,89        | Joan Barreda Bort | Reinaldo Varela   | Mohamed Abu Issa |

## Classements finaux

### Motos
| Pos. | Pilote              | Constructeur | Temps            | Écart           |
| ---- | ------------------- | ------------ | ---------------- | --------------- |
| 1    | Marc Coma           | KTM          | 19 h 56 min 48 s |                 |
| 2    | Joan Barreda Bort   |              | 20 h 01 min 28 s | 4 min 40 s      |
| 3    | Paulo Gonçalves     | KTM          | 20 h 03 min 21 s | 6 min 33 s      |
| 4    | Jordi Viladoms      | KTM          | 20 h 14 min 47 s | 17 min 59 s     |
| 5    | Pablo Quintanilla   | KTM          | 20 h 14 min 48 s | 18 min 00 s     |
| 6    | Sam Sunderland      | KTM          | 20 h 17 min 58 s | 21 min 10 s     |
| 7    | Matthias Walkner    | KTM          | 20 h 37 min 06 s | 1 h 40 min 18 s |
| 8    | Armand Monleón      | KTM          | 22 h 39 min 21 s | 2 h 42 min 33 s |
| 9    | Jakub Piątek        |              | 23 h 51 min 48 s | 3 h 55 min 00 s |
| 10   | Mohamed Al Balooshi |              | 23 h 57 min 09 s | 4 h 00 min 21 s |

### Autos
| Pos. | Pilote            | Copilote            | Constructeur | Temps            | Écart           |
| ---- | ----------------- | ------------------- | ------------ | ---------------- | --------------- |
| 1    | Nasser Al-Attiyah | Matthieu Baumel     | Mini         | 17 h 40 min 05 s |                 |
| 2    | Vladimir Vasilyev | Konstantin Zhiltsov | Mini         | 18 h 07 min 58 s | 27 min 53 s     |
| 3    | Reinaldo Varela   | Gustavo Gugelmin    | Toyota       | 18 h 42 min 00 s | 1 h 01 min 55 s |
| 4    | Miroslav Zapletal | Maciej Marton       | H3 EVO 7     | 19 h 39 min 19 s | 1 h 59 min 14 s |
| 5    | Marek Dabrowski   | Jacek Czachor       | Toyota       | 19 h 58 min 50 s | 2 h 18 min 45 s |
| 6    | Adam Malysz       | Rafał Marton        | Mini         | 20 h 13 min 35 s | 2 h 33 min 30 s |
| 7    | Yuriy Sazonov     | Arslan Sakhimov     | Hummer H3    | 20 h 49 min 23 s | 3 h 09 min 18 s |
| 8    | Maxim Kirpilev    | Andrei Rudnitski    | Toyota       | 26 h 10 min 40 s | 8 h 30 min 35 s |
| 9    | Kanat Shagirov    | Alexandr Moroz      | Toyota       | 26 h 12 min 08 s | 8 h 32 min 03 s |
| 10   | Éric Mozas        | Sébastien Delaunay  | Polaris RZR  | 26 h 19 min 39 s | 8 h 39 min 34 s |

### Quads
| Pos. | Pilote           | Constructeur | Temps            | Écart |
| ---- | ---------------- | ------------ | ---------------- | ----- |
| 1    | Rafał Sonik      | -            | 24 h 40 min 40 s |       |
| 2    | Mohamed Abu Issa | -            | 32 h 46 min 46 s |       |
| 3    | Kamil Wiśniewski | -            | 34 h 13 min 56 s |       |
| 4    | Nelson Sanabria  | -            |                  |       |